# Czy Lucyna to dziewczyna?

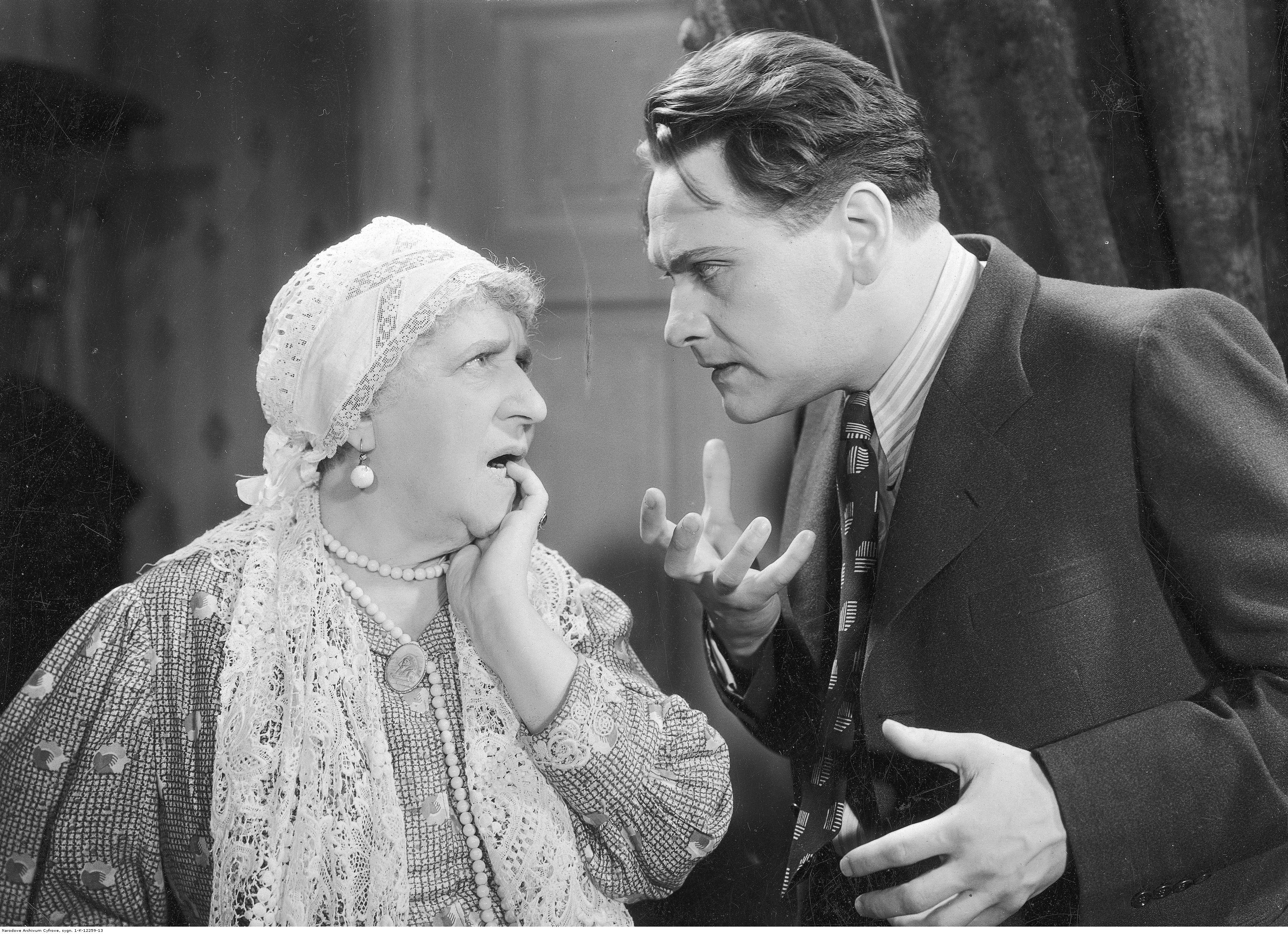
Zofia Czaplińska jako niania Lucyny
i Eugeniusz Bodo jako inż. Żarnowski w scenie z filmu

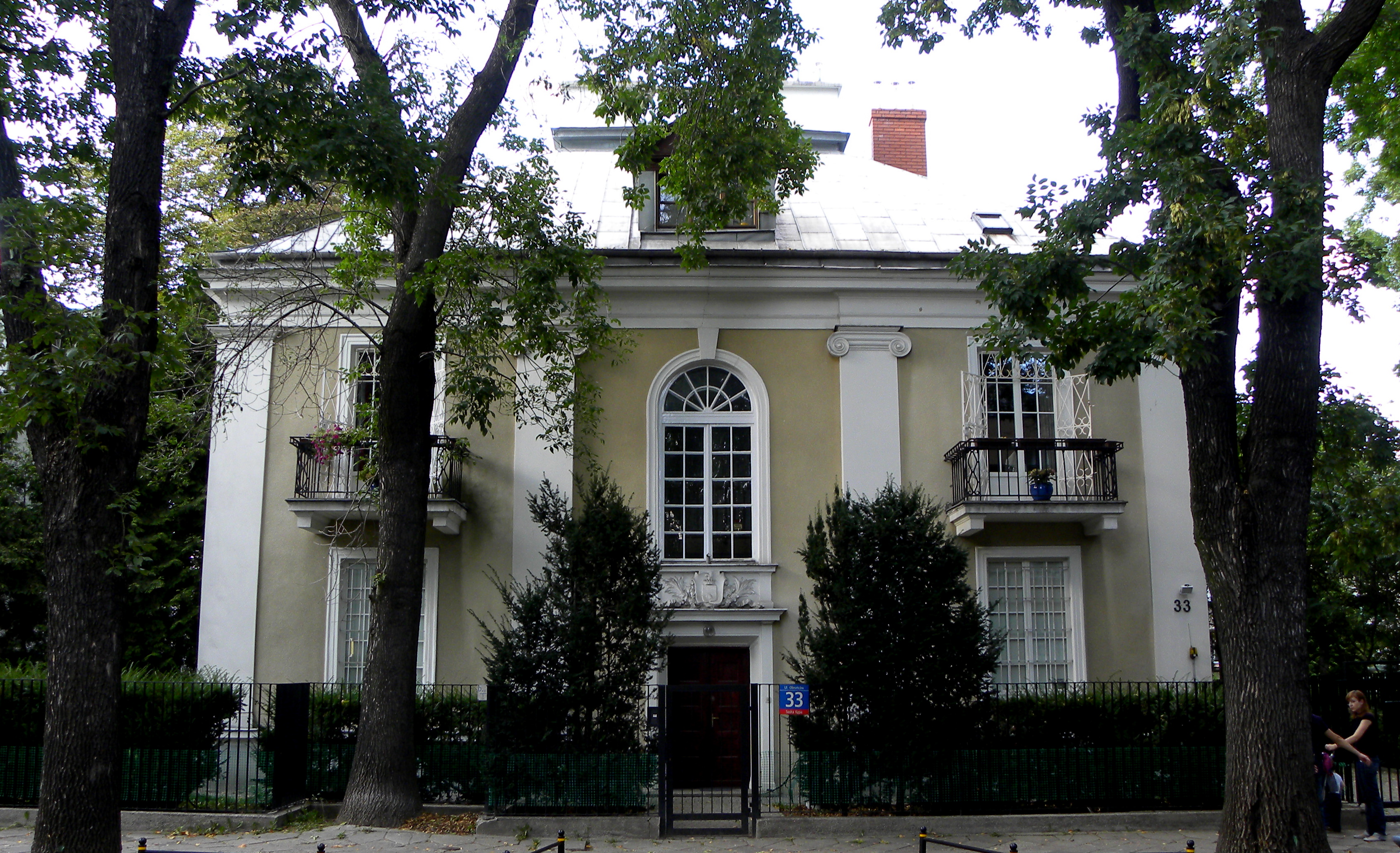
Willa przy ul. Obrońców 33 w Warszawie, filmowa willa Bortnowskich

Czy Lucyna to dziewczyna? – polski czarno-biały film komediowy z 1934 roku w reżyserii Juliusza Gardana.

## Produkcja
W roli tytułowej wystąpiła Jadwiga Smosarska, przez niektórych uważana za największą gwiazdę polskiego kina w okresie dwudziestolecia międzywojennego. Film był anonsowany jako arcywesoła, rozśmieszająca do łez komedia, a jego premierę zaplanowano na 20 września 1934 w nowo przebudowanym, zeroekranowym kinie „Capitol” przy ul. Marszałkowskiej 125 w Warszawie. Film zbierał pochlebne recenzje.
Zdjęcia do filmu zrealizowano w Warszawie na Starym Mieście (ul. Jezuicka i ul. Kanonia) oraz na Saskiej Kępie (willa przy ul. Obrońców 33).

## Fabuła
Lucyna, córka bogatego przemysłowca, po uzyskaniu dyplomu inżyniera wraca ze studiów w Paryżu do kraju. Jej ojciec nie zgadza się, by pracowała zawodowo. Jednak Lucyna w męskim przebraniu uzyskuje posadę technika i jako Julian Kwiatkowski zostaje pomocnikiem inżyniera Żarnowskiego. Z czasem „dwaj mężczyźni” zaprzyjaźniają się ze sobą. Sytuacja komplikuje się jednak, gdy Lucyna zakochuje się w swoim przełożonym i zaczyna zniechęcać go do jego narzeczonej, Tuni. Tymczasem Stefan poznaje atrakcyjną Julkę Kwiatkowską, rzekomą siostrę Juliana. Ostatecznie Stefan przekonuje się, że panna Kwiatkowska oraz jej brat są tą samą osobą i odwzajemnia się Lucynie uczuciem.

## Obsada
- Jadwiga Smosarska – Lucyna Bortnowska vel Julian Kwiatkowski
- Zygmunt Chmielewski – Paweł Bortnowski, ojciec Lucyny
- Eugeniusz Bodo – inżynier Stefan Żarnowski
- Kazimiera Skalska – Tunia Żmijewska, narzeczona Żarnowskiego
- Mieczysława Ćwiklińska – hrabina Renata Czermińska, ciotka Lucyny
- Zofia Czaplińska – Małgosia, niania Lucyny
- Jan Janusz – Baptysta, służący prezesa Bortnowskiego
- Władysław Grabowski – baron Amadeusz Maria de Witz
- Paweł Owerłło – K. Braun, dyrektor fabryki
- Mieczysław Milecki – gość w paryskiej restauracji
- Helena Larys-Pawińska – kobieta na przyjęciu u Bortnowskiego
- Czesław Skonieczny – pijany mężczyzna w „Eldorado”
- Henryk Rzętkowski – kelner w restauracji „Wojtówka”
- Helena Zarembina – „babcia klozetowa” w „Eldorado”
- Henryk Małkowski – kelner w paryskiej restauracji
- Helena Sokołowska
- Zygmunt Karpiński
- Elżbieta Antoszówna – kobieta na dancingu w „Eldorado”